# Кільце (астрономія)

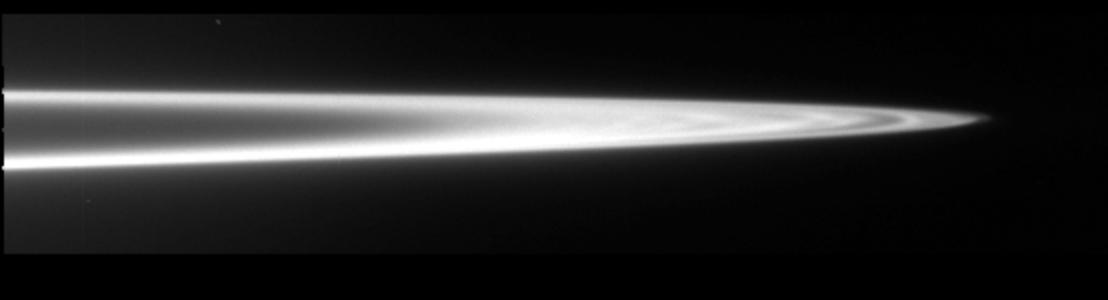
Головне кільце Юпітера

Кільця планети — система плоских концентричних утворень з пилу і льоду, що обертається навколо планети в екваторіальній площині. Кільця виявлені у всіх газових гігантів Сонячної системи.

## Історія
Система кілець Сатурна була відкрита в XVII столітті. Першим її спостерігав найімовірніше Галілео Галілей у 1610 році, проте через низьку якість оптики він бачив не кільця, а лише «придатки» по обидва боки Сатурна.
У 1655 році Хрістіан Гюйгенс, використовуючи досконаліший ніж у Галілея телескоп, першим побачив кільце Сатурна і записав: «кільцем оточений тонким, плоским, що ніде не торкається, до екліптики нахиленим».
Понад 300 років Сатурн вважався єдиною планетою, оточеної кільцями. Лише в 1977 році, при спостереженні покриття Ураном зірки, у планети були виявлені кільця. Слабкі і тонкі кільця Юпітера були відкриті в 1979 році космічним апаратом «Вояджер-1». Через 10 років, у 1989 році, «Вояджер-2» виявив кільця Нептуна.
Кільця може мати також супутник Сатурна Рея. Дані, які передав у листопаді 2005 і в серпні 2007 року апарат «Кассіні — Гюйгенс», показали, що при заході в «тінь» Реї, потік реєстрованих від Сатурна електронів у кілька разів аномально зменшувався, що може свідчити про наявність у Реї трьох кілець.